# Santiago Villalba Mederos
Santiago "Pucho" Villalba Mederos (né le 5 juin 1991)  est un ancien fugitif américain qui a été ajouté à la liste des dix fugitifs les plus recherchés du FBI le 25 septembre 2017. Il était recherché pour deux meurtres commis à Washington en 2010. Villalba Mederos était le 515e fugitif à figurer sur la liste des dix fugitifs les plus recherchés du FBI. Le FBI a offert une récompense pouvant aller jusqu'à 100 000 $ pour les informations menant à sa capture. Il a été capturé à Tenancingo, au Mexique, le 5 juin 2020.

## Histoire
Villalba Mederos est né le 5 juin 1991 et est un meurtrier présumé et membre d'un gang de l'État de Washington. Il avait 18 ans lorsqu'il aurait tué et blessé plusieurs personnes à différentes occasions à Washington en 2010. Il est membre du gang Eastside Lokotes Sureños (ELS), un gang violent basé dans la même ville. Il possède un tatouage de la lettre "S" sur son épaule gauche et un tatouage de la lettre "E" sur son épaule droite, il parle d'ailleurs couramment l'anglais et l'espagnol.

## Meurtres
Le 7 février 2010, Villalba Mederos et six autres membres de gangs de l'ELS conduisaient une camionnette volée à travers Tacoma, Washington, à la recherche de membres de gangs rivaux. Ils en étaient après le gang en représailles à une fusillade survenue deux jours plus tôt au cours de laquelle un membre de l'ELS avait été grièvement blessé. Ils sont tombés sur Camille Love, 20 ans, et son frère Josh Love, 19 ans. Camille conduisait tandis que Josh était assis sur le siège passager du véhicule. Ils venaient de quitter un dîner de famille et se rendaient en voiture chez un ami. Les frère et sœur ont été arrêtés à un feu rouge et se trouvaient à l'intérieur d'une voiture rouge. Josh portait un manteau rouge, et le rouge était la couleur associée au gang rival. Prenant Josh pour un membre d'un gang rival, Mederos et au moins un autre membre du gang ont ouvert le feu sur le véhicule. Ils ont mortellement abattu Camille et grièvement blessé Josh. Josh a reçu deux balles et a été touché au bras et sur le côté. Ni Josh ni Camille n'étaient associés à un gang.
Le 25 mars 2010, Mederos et un autre membre de gang ont saccagé une voiture lors d'un vol apparent dans une ruelle du sud de Tacoma. Ils soupçonnaient que le propriétaire de la voiture devait de l'argent au gang. Le duo s'est alors battu avec trois autres hommes qui les ont affrontés. Mederos a tiré sur le groupe de personnes alors qu'il s'enfuyait à pied et a tué par balle Saul Lucas-Alfonso, 25 ans. Lucas-Alfonso n'était à nouveau associé à aucun gang.

## Conséquences
Le chef des Eastside Lokotes Sureños, Juan Zuniga-Gonzalez, a été blâmé pour les meurtres. La mort de Love a conduit à une répression du département de police de Tacoma contre l'ELS. Mécontents du leadership de Zuniga et de l'attention indésirable du meurtre de Love, quatre membres du gang qui étaient en prison à l'époque ont ordonné le meurtre de Zuniga-Gonzalez. Le 12 mai 2010, Zuniga-Gonzalez a été assassiné à son domicile de Tacoma. Naitaalii Toleafoa, 15 ans, et Juan Ortiz, 17 ans, se sont rendus au domicile de Zuniga. Ortiz a mortellement tiré sur Zuniga à l'arrière de la tête dans son garage. Les deux suspects se sont ensuite enfuis au Mexique après l'assassinat. Toleafoa a été capturé en 2012 et Ortiz a été arrêté à Mexico en août 2016. Tous deux ont été extradés du Mexique pour être jugés pour le meurtre.

## Enquête
Sept membres de gangs ELS ont été inculpés du meurtre de Love. Les sept membres ont maintenant été capturés et purgent des peines de prison allant de 12 à 75 ans. Selon le FBI, on pensait que Mederos s'était enfui au Mexique après les meurtres. Il avait de la famille dans les régions de Las Grutas, Guerrero et Cuernavaca au Mexique. Mederos a été accusé de meurtre au premier degré, de tentative de meurtre au premier degré, de complot au premier degré en vue de commettre un meurtre et de possession illégale d'une arme à feu.
Jesus Mederos, le frère aîné de Santiago Mederos, a été arrêté en mai 2017 à Cuernavaca, au Mexique. Jésus était responsable de la mort par balle de Robert Tapia, 18 ans, à un carrefour de Tacoma en octobre 2006. Après le meurtre, il s'est enfui au Mexique et a passé 12 ans en fuite avant d'être capturé. Le FBI espérait que l'arrestation du frère de Santiago aiderait à le retrouver. Une récompense de 100 000 $ a été offerte par le FBI pour les informations qui ont conduit à l'arrestation et à l'extradition de Mederos.

## Arrestation
Mederos a été arrêté le jour de son 29e anniversaire le 5 juin 2020. Selon le FBI, il a été capturé à Tenancingo, au Mexique, près de Mexico. Il a été transporté par avion à Los Angeles pour faire face à une accusation fédérale de fuite illégale afin d'éviter des poursuites.
Deux des complices de Mederos qui étaient également des fugitifs ont été capturés peu de temps après son arrestation. Le fugitif Andres Maurice Mendez a été capturé le 3 septembre 2020. Mendez était recherché pour le meurtre de Lucas-Alfonso. Le fugitif Richard Charles Sanchez a été capturé le 10 février 2021. Sanchez était recherché en lien avec les meurtres de Love et de Lucas-Alfonso. Les deux suspects ont été capturés au Mexique.